# ألكساندر دريمون
ألكساندر دريمون (بالألمانية: Alexander Doetsch)‏ هو ممثل ألماني ولد في المانيا ونشأ في الولايات المتحدة وفرنسا وسويسرا. اشتهر بشخصية أوتريد من بيبنبرغ في المسلسل التلفزيوني ذا لاست كينغدوم.

## حياته
نشأ وكانت لديه الرغبة دائماً في أن يكون ممثلاً كما أن لديه خلفية في فنون القتال وتعلم أيضًا ركوب الخيل أثناء إقامته في داكوتا الجنوبية ، درس في باريس ، ثم تدرب لمدة ثلاث سنوات في تمثيل الدراما في لندن.

## روابط خارجية
- ألكساندر دريمون على موقع IMDb (الإنجليزية)
- ألكساندر دريمون على موقع ألو سيني (الفرنسية)
- ألكساندر دريمون على موقع قاعدة بيانات الأفلام السويدية (السويدية)
- ألكساندر دريمون على موقع قاعدة بيانات الفيلم (الإنجليزية)
- ألكساندر دريمون على موقع كينوبويسك (الروسية)